# Distretto elettorale di Linyanti
Il distretto elettorale di Linyanti è un distretto elettorale della Namibia situato nella Regione dello Zambesi con 15.477 abitanti al censimento del 2011. Il capoluogo è la città di Linyanti.